# Apletodon wirtzi
Apletodon wirtzi is een  straalvinnige vissensoort uit de familie van schildvissen (Gobiesocidae). De wetenschappelijke naam van de soort is voor het eerst geldig gepubliceerd in 2007 door Fricke.
Apletodon wirtzi wordt niet langer dan 14 millimeter en komt alleen voor in de Atlantische Oceaan rond de eilandengroep Sao Tomé en Principe. Het is anno 2012 de enige bekende endemische zoutwatervis in Sao Tomé en Principe die niet tot de baarsachtigen wordt gerekend.